# Parlamento de Osetia del Sur
El Parlamento de Osetia del Sur es el órgano legislativo unicameral de la República de Osetia del Sur, un estado con reconocimiento limitado del Cáucaso. Sus miembros son elegidos mediante un sistema de representación proporcional en elecciones multipartidistas. 
El parlamento cuenta con un presidente, que es elegido entre sus miembros.
El parlamento se reúne en la capital, Tsjinvali. El edificio fue construido en 1937 y se vio severamente dañado durante la Guerra de Osetia del Sur de 2008.

## Lista de presidentes
Hasta el 27 de noviembre de 1996, el presidente del parlamento también era el Jefe de estado.
- Torez Kulumbegov (1990 - 1991)
- Znaur Gassiyev (1991 - 1992)
- Torez Kulumbegov (1992 - 1993)
- Ludwig Chibirov (1993 - 1996)
- Kosta Georgievich Dzugaev (1996 – 1999)[2]
- Stanislav Kochiev (1999 – 2004)
- Znaur Gassiyev (2004 – 2009)
- Stanislav Kochiev (2009 - 2011)
- Zurab Kokoyev (2011 - 2012; suplente)
- Stanislav Kochiev  (2012 - 2014)[3]
- Anatoli Bibílov (2014 - 2017)[4]
- Inal Mamiev (2017)
- Piotr Gassiev (2017 - 2019)
- Alán Tadtaev (2019 - 2022)
- Alán Alborov (2022 - )